# 第36回全日本大学サッカー選手権大会
第36回全日本大学サッカー選手権大会は1987年11月25日から11月29日にかけて開催された全日本大学サッカー選手権大会である。順天堂大学が初優勝を果たした。

## 概要
9地域の代表15校と総理大臣杯全日本大学サッカートーナメント優勝校が参加した。

### 大会日程
- 1987年11月25日 - 1回戦
- 1987年11月26日 - 準々決勝
- 1987年11月28日 - 準決勝
- 1987年11月29日 - 決勝、三位決定戦

### 開催競技場
- 西が丘サッカー場（1回戦・準々決勝・準決勝・決勝）
- 江戸川区陸上競技場（1回戦・準々決勝）
- 大井競技場（1回戦）
- 大宮サッカー場（1回戦）

## 出場大学
- 順天堂大学（総理大臣杯優勝・2年連続4回目）
- 北海道教育大学釧路校（北海道代表・初）
- 仙台大学（東北代表・2年連続9回目）
- 筑波大学（関東第1代表・3年ぶり15回目）
- 早稲田大学（関東第2代表・3年連続17回目）
- 東海大学（関東第4代表・2年連続2回目）
- 中央大学（関東第5代表・2年ぶり13回目）
- 金沢大学（北信越代表・2年連続13回目）
- 中京大学（東海第1代表・2年ぶり15回目）
- 静岡大学（東海第2代表・初[1]）
- 大阪商業大学（関西第1代表・8年連続19回目）
- 京都産業大学（関西第2代表・2年連続4回目）
- 同志社大学（関西第3代表・3年連続9回目）
- 島根大学（中国代表・2年連続5回目）
- 松山商科大学（四国代表・9年ぶり6回目）
- 福岡大学（九州代表・3年連続15回目）

## 試合日程・結果

### 1回戦
| 1987年11月25日 |

| 筑波大学                                 | 8 - 0 | 北海道教育大学釧路校 |
| 鋤柄2 , · 中山3 , · 伊達 · 長谷川 · 池田 |       |                      |

| 西が丘サッカー場 |

| 1987年11月25日 |

| 仙台大学 | 1 - 3 | 中央大学             |
| 橋本     |       | 力徳 · 杉山広 · 芦沢 |

| 西が丘サッカー場 |

| 1987年11月25日 |

| 順天堂大学 | 1 - 1 延長 (PK 3-1) | 福岡大学 |
| 杉本       |                     | 中尾     |

| 大井競技場 |

| 1987年11月25日 |

| 中京大学 | 0 - 0 延長 (PK 3-4) | 京都産業大学 |
|          |                     |              |

| 大井競技場 |

| 1987年11月25日 |

| 早稲田大学                                | 6 - 0 | 松山商科大学 |
| 大榎 · 矢野 · 松山吉 · 井手 · 山田 · 大森 |       |              |

| 江戸川区陸上競技場 |

| 1987年11月25日 |

| 静岡大学 | 0 - 3 | 同志社大学         |
|          |       | 西山 · 大槻 · 新坂 |

| 江戸川区陸上競技場 |

| 1987年11月25日 |

| 東海大学             | 3 - 1 | 島根大学 |
| 飯田 · 長谷川 · 吉村 |       | 原田     |

| 大宮サッカー場 |

| 1987年11月25日 |

| 金沢大学 | 0 - 1 | 大阪商業大学 |
|          |       | 池ノ上 (PK)  |

| 大宮サッカー場 |

### 準々決勝
| 1987年11月26日 |

| 筑波大学       | 4 - 1 | 中央大学 |
| 中山3 , · 平岡 |       | 太田     |

| 西が丘サッカー場 |

| 1987年11月26日 |

| 順天堂大学          | 4 - 0 | 京都産業大学 |
| 阪倉 · 畑 · 石井2 , |       |              |

| 西が丘サッカー場 |

| 1987年11月26日 |

| 早稲田大学                         | 3 - 2 延長 | 同志社大学  |
| 矢野 · 池田 後35分 (pen.) · 松山吉 |            | 大槻 · 西山 |

| 江戸川区陸上競技場 |

| 1987年11月26日 |

| 東海大学      | 1 - 0 | 大阪商業大学 |
| 小久保 後14分 |       |              |

| 江戸川区陸上競技場 |

### 準決勝
| 1987年11月28日 |

| 筑波大学 | 0 - 1 | 順天堂大学 |
|          |       | 江本 後9分 |

| 西が丘サッカー場 |

| 1987年11月28日 |

| 早稲田大学    | 2 - 2 延長 (PK 1-3) | 東海大学  |
| 鈴木 · 自殺点 |                     | 長谷川2 , |

| 西が丘サッカー場 |

### 三位決定戦
| 1987年11月29日 |

| 筑波大学 | 0 - 1 | 早稲田大学 |
|          |       | 大榎       |

| 西が丘サッカー場 |

### 決勝
| 1987年11月29日 |

| 順天堂大学  | 1 - 0 | 東海大学 |
| 堀池 後40分 |       |          |

| 西が丘サッカー場 |

## 最終結果
| 第36回全日本大学サッカー選手権大会 優勝チーム |
| --------------------------------------------- |
| 順天堂大学 初                                 |

### 表彰

#### 最優秀選手賞
- 堀池巧（順天堂大学）

## 主な出場選手
- 堀池巧（順天堂大学）
- 真田雅則（順天堂大学）
- 大嶽直人（順天堂大学）
- 阪倉裕二（順天堂大学）
- 江本城幸（順天堂大学）
- 前田治（東海大学）
- 岡中勇人（東海大学）
- 松山吉之（早稲田大学）
- 大榎克己（早稲田大学）
- 長谷川健太（筑波大学）
- 鋤柄昌宏（筑波大学）
- 中山雅史（筑波大学）
- 井原正巳（筑波大学）
- 田口禎則（筑波大学）
- 伊達倫央（筑波大学）
- 池ノ上俊一（大阪商業大学）